# Хевсурская Арагви
Хевсурская Арагви (Хевсуретская Арагви, груз. ხევსურეთის არაგვი) — река на севере Грузии, на территории Душетского муниципалитета в краю Мцхета-Мтианети. Правый приток реки Пшавская Арагви. Исток находится на высоте 2635 метров над уровнем моря, на Пшав-Хевсуретском хребте на южном склоне Главного Кавказского хребта. У Гудани принимает левый приток Гуданисчала и течёт на юг, где впадает в реку Пшавская Арагви. Площадь бассейна 305 квадратных километров. Длина 24 километров. Среднегодовой расход воды в устье 7,9 м³/сек.